# David Ricardo

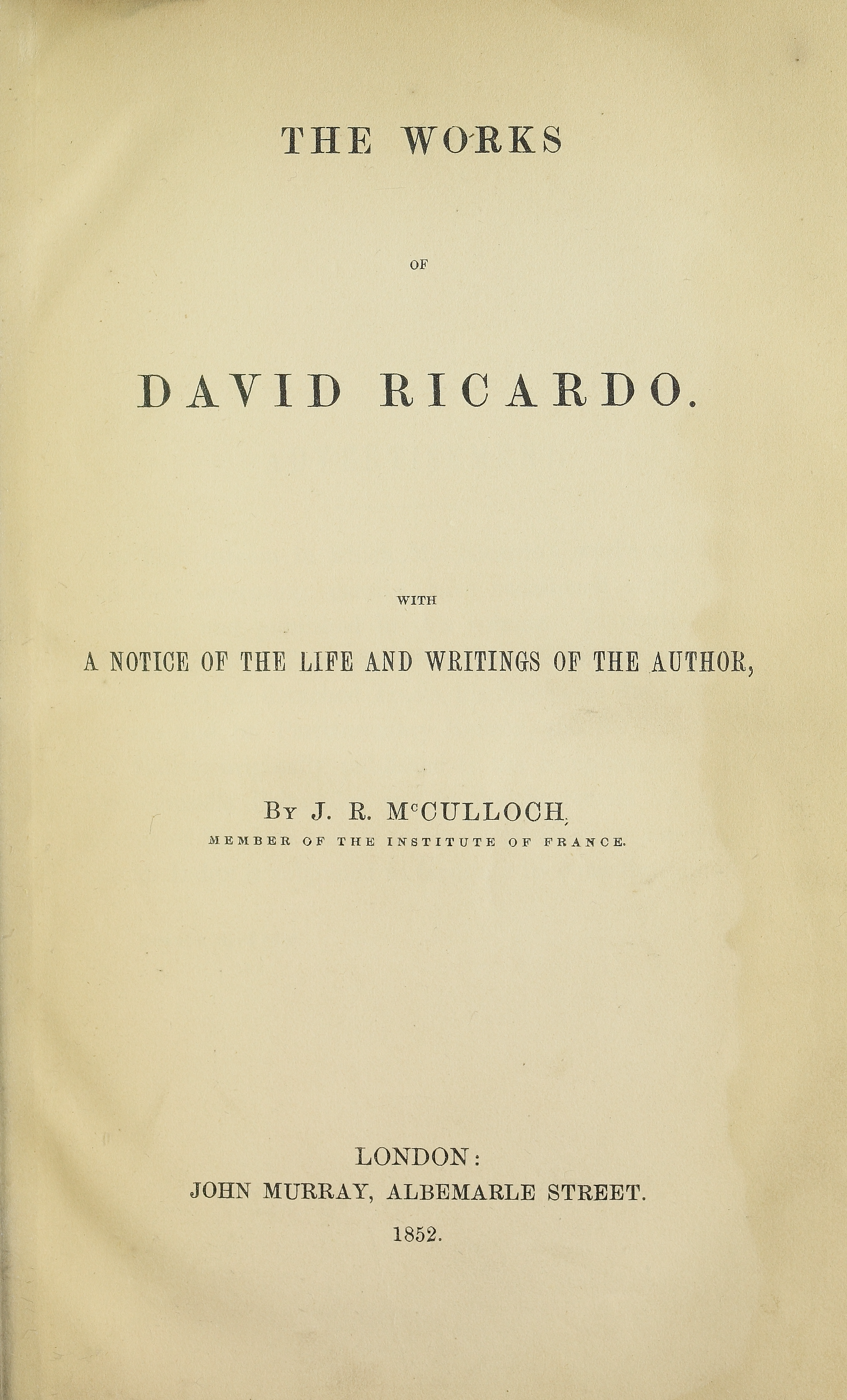
Works, 1852

David Ricardo (n. 18 aprilie 1772, Londra, Regatul Marii Britanii – d. 11 septembrie 1823, Gatcombe Park⁠(d), Anglia, Regatul Unit al Marii Britanii și Irlandei) a fost un economist englez, reprezentant al Școlii Clasice de Economie.

## Biografie
David Ricardo provenea dintr-o familie de evrei sefarzi-portughezi, originară din Olanda. S-a născut însă la Londra, unde tatăl său activa în postul de curtier de mărfuri. Căsătorindu-se, își schimbă religia, fapt ce aduce după sine ruptura cu familia. Se implică pe cont propriu în afaceri, reușind să adune o avere considerabilă, de circa 40 de milioane de franci (cifră nu o dată apreciată ca exagerată).
A publicat prima sa lucrare la 38 de ani, în 1810, cu titlul Despre marele preț al monedei ca probă a deprecierii biletului de bancă. Îi urmează, în 1817, Principiile de economie politică, lucrarea ce îl va face celebru. 
În 1819 este ales în Camera Comunelor, fără a avea însă o carieră politică strălucită, în special datorită timidității sale oratorice. În 1821 fondează clubul de Economie Politică, primul de acest fel din Marea Britanie. Moare trei ani mai târziu, la numai 51 de ani.